# Water-polo aux Jeux olympiques d'été de 2024
Navigation
Tokyo 2020 Los Angeles 2028
Les épreuves de water-polo lors des Jeux olympiques d'été de 2024 ont lieu du 27 juillet au 11 août 2024 à Paris, en France. Les épreuves se déroulent au Centre aquatique olympique et à la Paris La Défense Arena pour les finales.

## Lieux des compétitions
Deux piscines sont retenues pour le tournoi de water-polo : le Centre aquatique olympique situé dans le quartier de La Plaine Saint-Denis à Saint-Denis, au nord-est de Paris, et la Paris La Défense Arena à Nanterre.
Le Centre aquatique olympique, construit spécifiquement à l'occasion de ces Jeux pour accueillir les épreuves de natation artistique, de plongeon et de waterpolo, reçoit l'ensemble des matchs du premier tour. De son côté la Paris La Défense Arena, antre du club de rugby du Racing 92, se voit doter de deux bassins temporaires de 50 mètres : l'un dédié aux entraînements et l'autre servant pour la phase finale des tournois olympiques.
Du 3 au 10 mai 2024, le Centre aquatique olympique abrite plusieurs compétitions tests permettant aux athlètes de se familiariser avec les installations avant le coup d'envoi officiel des Jeux olympiques. À cette occasion, une rencontre internationale féminine de water-polo est organisée le 6 mai entre l'équipe de France et celle des États-Unis.
| Nanterre                                          | \| Paris La Défense Arena Centre aquatique olympique \| | Saint-Denis                                                           |
| Paris La Défense Arena                            | \| Paris La Défense Arena Centre aquatique olympique \| | Centre aquatique olympique                                            |
| Capacité: 15 220                                  | \| Paris La Défense Arena Centre aquatique olympique \| | Capacité: 5 000                                                       |
| Vue extérieure de la Paris La Défense Arena.      | \| Paris La Défense Arena Centre aquatique olympique \| | Vue intérieure du Centre aquatique olympique pendant sa construction. |
| Paris La Défense Arena Centre aquatique olympique |                                                         |                                                                       |

## Calendrier des épreuves
| Compétition ↓ / Date → | Juillet | Juillet | Juillet | Juillet | Juillet | Août | Août | Août | Août | Août | Août | Août | Août | Août | Août | Août |
| Compétition ↓ / Date → | 27      | 28      | 29      | 30      | 31      | 1    | 2    | 3    | 4    | 5    | 6    | 7    | 8    | 9    | 10   | 11   |
| ---------------------- | ------- | ------- | ------- | ------- | ------- | ---- | ---- | ---- | ---- | ---- | ---- | ---- | ---- | ---- | ---- | ---- |
| Tournoi masculin       |         | P       |         | P       |         | P    |      | P    |      | P    |      | ¼    |      | ½    |      | F    |
| Tournoi féminin        | P       |         | P       |         | P       |      | P    |      | P    |      | ¼    |      | ½    |      | F    |      |

| - P : premier tour - ¼ : quarts de finales - ½ : demi-finales - F : finales |

## Podiums
| Épreuves         | Or | Argent | Bronze |
| ---------------- | --- | --- | --- |
| Tournoi masculin | Serbie - Radoslav Filipović - Dušan Mandić - Strahinja Rašović - Sava Ranđelović - Miloš Ćuk - Nikola Dedović - Radomir Drašović - Nikola Jakšić - Nemanja Ubović - Nemanja Vico - Petar Jakšić - Viktor Rašović - Vladimir Mišović | Croatie - Marko Bijač - Rino Burić - Loren Fatović - Luka Lončar - Maro Joković - Luka Bukić - Ante Vukičević - Marko Žuvela - Jerko Marinić Kragić - Josip Vrlić - Matias Biljaka - Konstantin Kharkov - Toni Popadić            | États-Unis - Alex Bowen - Luca Cupido - Hannes Daube - Chase Dodd - Ryder Dodd - Ben Hallock - Drew Holland - Johnny Hooper - Max Irving - Alex Obert - Marko Vavic - Adrian Weinberg - Dylan Woodhead                                       |
| Tournoi féminin  | Espagne - Paula Camus - Paula Crespí - Anni Espar - Laura Ester - Judith Forca - María García Godoy - Paula Leitón - Beatriz Ortiz - María del Pilar Peña - Nona Pérez - Isabel Piralkova - Elena Ruiz - Martina Terré              | Australie - Abby Andrews - Charlize Andrews - Zoe Arancini - Elle Armit - Keesja Gofers - Sienna Green - Bronte Halligan - Sienna Hearn - Danijela Jackovich - Tilly Kearns - Genevieve Longman - Gabriella Palm - Alice Williams | Pays-Bas - Laura Aarts - Nina ten Broek - Sarah Buis - Kittylynn Joustra - Maartje Keuning - Lola Moolhuijzen - Bente Rogge - Lieke Rogge - Vivian Sevenich - Brigitte Sleeking - Simone van de Kraats - Sabrina van der Sloot - Iris Wolves |

## Tournoi masculin

### Qualifications
| Compétition                           | Date                       | Lieu            | Places | Qualifiés                        |
| ------------------------------------- | -------------------------- | --------------- | ------ | -------------------------------- |
| Pays organisateur                     |                            |                 | 1      | France                           |
| Championnats du monde 2023            | 17-29 juillet 2023         | Fukuoka, Japon  | 2      | Hongrie Grèce                    |
| Jeux asiatiques de 2022               | 2-7 octobre 2023           | Hangzhou, Chine | 1      | Japon                            |
| Jeux panaméricains de 2023            | 30 octobre-4 novembre 2023 | Santiago, Chili | 1      | États-Unis                       |
| Championnat d'Europe 2024             | 4-16 janvier 2024          | Croatie         | 1      | Espagne                          |
| Championnats du monde 2024            | 5-17 février 2024          | Doha, Qatar     | 4      | Serbie Croatie Monténégro Italie |
| Championnats du monde 2024 (Afrique)  | 5-17 février 2024          | Doha, Qatar     | 1      | Afrique du Sud                   |
| Championnats du monde 2024 (Océanie)  | 5-17 février 2024          | Doha, Qatar     | 1      | Australie                        |
| Championnats du monde 2024 (Wildcard) | 5-17 février 2024          | Doha, Qatar     | 1      | Roumanie                         |
| Total                                 |                            |                 | 12     |                                  |

### Premier tour[5]
Légende
- en gras, qualifié pour les quarts de finale

| Rang | Équipe     | Pts | J | G | N | P | Bp | Bc | Diff |  | Résultats | Italie | Grèce | Croatie | États-Unis | Monténégro | Roumanie |
| ---- | ---------- | --- | - | - | - | - | -- | -- | ---- |  | --------- | ------ | ----- | ------- | ---------- | ---------- | -------- |
| 1    | Italie     | 6   | 2 | 2 | 0 | 0 | 26 | 19 | +7   |  | Italie    |        | 0-0   | 14-11   | 12-8       | 0-0        | 0-0      |
| 2    | Italie     | 0   | 0 | 0 | 0 | 0 | 0  | 0  | 0    |  |           |        |       | 0-0     | 0-0        | 0-0        | 0-0      |
| 3    | Roumanie   | 0   | 0 | 0 | 0 | 0 | 0  | 0  | 0    |  |           |        |       |         | 0-0        | 0-0        | 0-0      |
| 4    | Grèce      | 0   | 0 | 0 | 0 | 0 | 0  | 0  | 0    |  |           |        |       |         |            | 0-0        | 0-0      |
| 5    | États-Unis | 0   | 0 | 0 | 0 | 0 | 0  | 0  | 0    |  |           |        |       |         |            |            | 0-0      |
| 6    | Monténégro | 0   | 0 | 0 | 0 | 0 | 0  | 0  | 0    |  |           |        |       |         |            |            |          |

| Rang | Équipe    | Pts | J | G | N | P | Bp | Bc | Diff |  | Résultats |  |     |     |     |     |     |
| ---- | --------- | --- | - | - | - | - | -- | -- | ---- |  | --------- |  | --- | --- | --- | --- | --- |
| 1    | Australie | 0   | 0 | 0 | 0 | 0 | 0  | 0  | 0    |  |           |  | 0-0 | 0-0 | 0-0 | 0-0 | 0-0 |
| 2    | Serbie    | 0   | 0 | 0 | 0 | 0 | 0  | 0  | 0    |  |           |  |     | 0-0 | 0-0 | 0-0 | 0-0 |
| 3    | France    | 0   | 0 | 0 | 0 | 0 | 0  | 0  | 0    |  |           |  |     |     | 0-0 | 0-0 | 0-0 |
| 4    | Hongrie   | 0   | 0 | 0 | 0 | 0 | 0  | 0  | 0    |  |           |  |     |     |     | 0-0 | 0-0 |
| 5    | Japon     | 0   | 0 | 0 | 0 | 0 | 0  | 0  | 0    |  |           |  |     |     |     |     | 0-0 |
| 6    | Espagne   | 0   | 0 | 0 | 0 | 0 | 0  | 0  | 0    |  |           |  |     |     |     |     |     |

### Phase finale
|  | Quarts de finale                       | Quarts de finale                       |                                         |                                         | Demi-finales                      | Demi-finales                      |   |  | Finale                                  | Finale                                  |
|  | Quarts de finale                       | Quarts de finale                       |                                         |                                         | Demi-finales                      | Demi-finales                      |   |  | Finale                                  | Finale                                  |
|  |                                        |                                        |                                         |                                         |                                   |                                   |   |  |                                         |                                         |
|  | 7 août à 15h35, Paris La Défense Arena | 7 août à 15h35, Paris La Défense Arena |                                         |                                         | 9 août à , Paris La Défense Arena | 9 août à , Paris La Défense Arena |   |  | 11 août à 14h00, Paris La Défense Arena | 11 août à 14h00, Paris La Défense Arena |
|  | 7 août à 15h35, Paris La Défense Arena | 7 août à 15h35, Paris La Défense Arena |                                         |                                         | 9 août à , Paris La Défense Arena | 9 août à , Paris La Défense Arena |   |  | 11 août à 14h00, Paris La Défense Arena | 11 août à 14h00, Paris La Défense Arena |
|  | [A1] Grèce                             | 11                                     |                                         |                                         | 9 août à , Paris La Défense Arena | 9 août à , Paris La Défense Arena |   |  | 11 août à 14h00, Paris La Défense Arena | 11 août à 14h00, Paris La Défense Arena |
|  | [A1] Grèce                             | 11                                     |                                         |                                         | 9 août à , Paris La Défense Arena | 9 août à , Paris La Défense Arena |   |  | 11 août à 14h00, Paris La Défense Arena | 11 août à 14h00, Paris La Défense Arena |
|  | [B4] Serbie                            | 12                                     |                                         |                                         | 9 août à , Paris La Défense Arena | 9 août à , Paris La Défense Arena |   |  | 11 août à 14h00, Paris La Défense Arena | 11 août à 14h00, Paris La Défense Arena |
|  | [B4] Serbie                            | 12                                     | Serbie                                  | 10                                      |                                   |                                   |   |  | 11 août à 14h00, Paris La Défense Arena | 11 août à 14h00, Paris La Défense Arena |
|  | 7 août à 19h00, Paris La Défense Arena |                                        | Serbie                                  | 10                                      |                                   |                                   |   |  | 11 août à 14h00, Paris La Défense Arena | 11 août à 14h00, Paris La Défense Arena |
|  |                                        | États-Unis                             | 6                                       |                                         |                                   |                                   |   |  | 11 août à 14h00, Paris La Défense Arena | 11 août à 14h00, Paris La Défense Arena |
|  | [A3] États-Unis                        | États-Unis                             | 6                                       | 7 tab(4)                                |                                   |                                   |   |  | 11 août à 14h00, Paris La Défense Arena | 11 août à 14h00, Paris La Défense Arena |
|  | [A3] États-Unis                        |                                        |                                         | 7 tab(4)                                |                                   |                                   |   |  | 11 août à 14h00, Paris La Défense Arena | 11 août à 14h00, Paris La Défense Arena |
|  | [B2] Australie                         | 7                                      |                                         |                                         |                                   |                                   |   |  | 11 août à 14h00, Paris La Défense Arena | 11 août à 14h00, Paris La Défense Arena |
|  | [B2] Australie                         | 7                                      | Serbie                                  | 13                                      |                                   |                                   |   |  |                                         |                                         |
|  | 7 août à 20h35, Paris La Défense Arena |                                        | Serbie                                  | 13                                      |                                   |                                   |   |  |                                         |                                         |
|  |                                        | Croatie                                | 11                                      |                                         |                                   |                                   |   |  |                                         |                                         |
|  | [A2] Italie                            | Croatie                                | 11                                      | 9 (1)                                   |                                   |                                   |   |  |                                         |                                         |
|  | [A2] Italie                            | 9 août à , Paris La Défense Arena      |                                         | 9 (1)                                   |                                   |                                   |   |  |                                         |                                         |
|  | [B3] Hongrie                           | 9 tab(3)                               |                                         |                                         |                                   |                                   |   |  |                                         |                                         |
|  | [B3] Hongrie                           | 9 tab(3)                               | Hongrie                                 | 8                                       |                                   |                                   |   |  |                                         |                                         |
|  | 7 août à 14h00, Paris La Défense Arena | 7 août à 14h00, Paris La Défense Arena | Hongrie                                 | 8                                       | Match pour la 3e place            | Match pour la 3e place            |   |  |                                         |                                         |
|  | 7 août à 14h00, Paris La Défense Arena | 7 août à 14h00, Paris La Défense Arena |                                         | Croatie                                 | Match pour la 3e place            | Match pour la 3e place            | 9 |  |                                         |                                         |
|  | [A4] Croatie                           | 10                                     | 11 août à 09h00, Paris La Défense Arena | 11 août à 09h00, Paris La Défense Arena |                                   |                                   | 9 |  |                                         |                                         |
|  | [A4] Croatie                           | 10                                     | 11 août à 09h00, Paris La Défense Arena | 11 août à 09h00, Paris La Défense Arena |                                   |                                   |   |  |                                         |                                         |
|  | [B1] Espagne                           | 8                                      |                                         | États-Unis                              | 11                                |                                   |   |  |                                         |                                         |
|  | [B1] Espagne                           | 8                                      |                                         | États-Unis                              | 11                                |                                   |   |  |                                         |                                         |
|  |                                        |                                        |                                         |                                         |                                   |                                   |   |  | Hongrie                                 | 8                                       |
|  |                                        |                                        |                                         |                                         |                                   |                                   |   |  | Hongrie                                 | 8                                       |

## Tournoi féminin

### Qualifications
| Compétition                           | Date                          | Lieu                       | Places | Qualifiés        |
| ------------------------------------- | ----------------------------- | -------------------------- | ------ | ---------------- |
| Pays organisateur                     |                               |                            | 1      | France           |
| Championnats du monde 2023            | 16-28 juillet 2023            | Fukuoka, Japon             | 2      | Pays-Bas Espagne |
| Sélection continentale océanienne     | 11-12 août 2023               | Auckland, Nouvelle-Zélande | 1      | Australie        |
| Jeux asiatiques de 2022               | 25 septembre-1er octobre 2023 | Hangzhou, Chine            | 1      | Chine            |
| Jeux panaméricains de 2023            | 30 octobre-4 novembre 2023    | Santiago, Chili            | 1      | États-Unis       |
| Championnat d'Europe 2024             | 5-13 janvier 2024             | Eindhoven, Pays-Bas        | 1      | Grèce            |
| Championnats du monde 2024            | 4-16 février 2024             | Doha, Qatar                | 2      | Hongrie Italie   |
| Championnats du monde 2024 (Afrique)  | 4-16 février 2024             | Doha, Qatar                | 1      | Afrique du Sud   |
| Championnats du monde 2024 (Wildcard) | 4-16 février 2024             | Doha, Qatar                | 1      | Canada           |
| Total                                 |                               |                            | 10     |                  |

### Premier tour
Légende
- en gras, qualifié pour les quarts de finale

| Rang | Équipe    | Pts | J | G | N | P | Bp | Bc | Diff |  | Résultats |  |     |     |     |     |
| ---- | --------- | --- | - | - | - | - | -- | -- | ---- |  | --------- |  | --- | --- | --- | --- |
| 1    | Hongrie   | 0   | 0 | 0 | 0 | 0 | 0  | 0  | 0    |  |           |  | 0-0 | 0-0 | 0-0 | 0-0 |
| 2    | Australie | 0   | 0 | 0 | 0 | 0 | 0  | 0  | 0    |  |           |  |     | 0-0 | 0-0 | 0-0 |
| 3    | Canada    | 0   | 0 | 0 | 0 | 0 | 0  | 0  | 0    |  |           |  |     |     | 0-0 | 0-0 |
| 4    | Chine     | 0   | 0 | 0 | 0 | 0 | 0  | 0  | 0    |  |           |  |     |     |     | 0-0 |
| 5    | Pays-Bas  | 0   | 0 | 0 | 0 | 0 | 0  | 0  | 0    |  |           |  |     |     |     |     |

| Rang | Équipe     | Pts | J | G | N | P | Bp | Bc | Diff |  | Résultats |  |     |     |     |     |
| ---- | ---------- | --- | - | - | - | - | -- | -- | ---- |  | --------- |  | --- | --- | --- | --- |
| 1    | France     | 0   | 0 | 0 | 0 | 0 | 0  | 0  | 0    |  |           |  | 0-0 | 0-0 | 0-0 | 0-0 |
| 2    | Grèce      | 0   | 0 | 0 | 0 | 0 | 0  | 0  | 0    |  |           |  |     | 0-0 | 0-0 | 0-0 |
| 3    | Italie     | 0   | 0 | 0 | 0 | 0 | 0  | 0  | 0    |  |           |  |     |     | 0-0 | 0-0 |
| 4    | États-Unis | 0   | 0 | 0 | 0 | 0 | 0  | 0  | 0    |  |           |  |     |     |     | 0-0 |
| 5    | Espagne    | 0   | 0 | 0 | 0 | 0 | 0  | 0  | 0    |  |           |  |     |     |     |     |

### Phase finale
|  | Quarts de finale                       | Quarts de finale                       |                                         |                                         | Demi-finales                           | Demi-finales                           |            |  | Finale                                  | Finale                                  |
|  | Quarts de finale                       | Quarts de finale                       |                                         |                                         | Demi-finales                           | Demi-finales                           |            |  | Finale                                  | Finale                                  |
|  |                                        |                                        |                                         |                                         |                                        |                                        |            |  |                                         |                                         |
|  | 6 août à 19h00, Paris La Défense Arena | 6 août à 19h00, Paris La Défense Arena |                                         |                                         | 8 août à 19h35, Paris La Défense Arena | 8 août à 19h35, Paris La Défense Arena |            |  | 10 août à 15h35, Paris La Défense Arena | 10 août à 15h35, Paris La Défense Arena |
|  | 6 août à 19h00, Paris La Défense Arena | 6 août à 19h00, Paris La Défense Arena |                                         |                                         | 8 août à 19h35, Paris La Défense Arena | 8 août à 19h35, Paris La Défense Arena |            |  | 10 août à 15h35, Paris La Défense Arena | 10 août à 15h35, Paris La Défense Arena |
|  | [A1] Australie                         | 9                                      |                                         |                                         | 8 août à 19h35, Paris La Défense Arena | 8 août à 19h35, Paris La Défense Arena |            |  | 10 août à 15h35, Paris La Défense Arena | 10 août à 15h35, Paris La Défense Arena |
|  | [A1] Australie                         | 9                                      |                                         |                                         | 8 août à 19h35, Paris La Défense Arena | 8 août à 19h35, Paris La Défense Arena |            |  | 10 août à 15h35, Paris La Défense Arena | 10 août à 15h35, Paris La Défense Arena |
|  | [B4] Grèce                             | 6                                      |                                         |                                         | 8 août à 19h35, Paris La Défense Arena | 8 août à 19h35, Paris La Défense Arena |            |  | 10 août à 15h35, Paris La Défense Arena | 10 août à 15h35, Paris La Défense Arena |
|  | [B4] Grèce                             | 6                                      | Australie                               | 8 tab (6)                               |                                        |                                        |            |  | 10 août à 15h35, Paris La Défense Arena | 10 août à 15h35, Paris La Défense Arena |
|  | 6 août à 20h35, Paris La Défense Arena |                                        | Australie                               | 8 tab (6)                               |                                        |                                        |            |  | 10 août à 15h35, Paris La Défense Arena | 10 août à 15h35, Paris La Défense Arena |
|  |                                        | États-Unis                             | 8 (5)                                   |                                         |                                        |                                        |            |  | 10 août à 15h35, Paris La Défense Arena | 10 août à 15h35, Paris La Défense Arena |
|  | [A3] Hongrie                           | États-Unis                             | 8 (5)                                   | 4                                       |                                        |                                        |            |  | 10 août à 15h35, Paris La Défense Arena | 10 août à 15h35, Paris La Défense Arena |
|  | [A3] Hongrie                           |                                        |                                         | 4                                       |                                        |                                        |            |  | 10 août à 15h35, Paris La Défense Arena | 10 août à 15h35, Paris La Défense Arena |
|  | [B2] États-Unis                        | 5                                      |                                         |                                         |                                        |                                        |            |  | 10 août à 15h35, Paris La Défense Arena | 10 août à 15h35, Paris La Défense Arena |
|  | [B2] États-Unis                        | 5                                      | Australie                               | 10                                      |                                        |                                        |            |  |                                         |                                         |
|  | 6 août à 15h35, Paris La Défense Arena |                                        | Australie                               | 10                                      |                                        |                                        |            |  |                                         |                                         |
|  |                                        | Espagne                                | 11                                      |                                         |                                        |                                        |            |  |                                         |                                         |
|  | [A2] Pays-Bas                          | Espagne                                | 11                                      | 11                                      |                                        |                                        |            |  |                                         |                                         |
|  | [A2] Pays-Bas                          | 8 août à 14h35, Paris La Défense Arena |                                         | 11                                      |                                        |                                        |            |  |                                         |                                         |
|  | [B3] Italie                            | 8                                      |                                         |                                         |                                        |                                        |            |  |                                         |                                         |
|  | [B3] Italie                            | 8                                      | Pays-Bas                                | 14 (4)                                  |                                        |                                        |            |  |                                         |                                         |
|  | 6 août à 14h00, Paris La Défense Arena | 6 août à 14h00, Paris La Défense Arena | Pays-Bas                                | 14 (4)                                  | Match pour la 3e place                 | Match pour la 3e place                 |            |  |                                         |                                         |
|  | 6 août à 14h00, Paris La Défense Arena | 6 août à 14h00, Paris La Défense Arena |                                         | Espagne                                 | Match pour la 3e place                 | Match pour la 3e place                 | 14 tab (5) |  |                                         |                                         |
|  | [A4] Canada                            | 8                                      | 10 août à 10h35, Paris La Défense Arena | 10 août à 10h35, Paris La Défense Arena |                                        |                                        | 14 tab (5) |  |                                         |                                         |
|  | [A4] Canada                            | 8                                      | 10 août à 10h35, Paris La Défense Arena | 10 août à 10h35, Paris La Défense Arena |                                        |                                        |            |  |                                         |                                         |
|  | [B1] Espagne                           | 18                                     |                                         | États-Unis                              | 9                                      |                                        |            |  |                                         |                                         |
|  | [B1] Espagne                           | 18                                     |                                         | États-Unis                              | 9                                      |                                        |            |  |                                         |                                         |
|  |                                        |                                        |                                         |                                         |                                        |                                        |            |  | Pays-Bas                                | 11                                      |
|  |                                        |                                        |                                         |                                         |                                        |                                        |            |  | Pays-Bas                                | 11                                      |